# Gerald Haider
Gerald Haider (* 16. November 1955 in Wels) ist ein ehemaliger österreichischer Fußballspieler.

## Sportliche Karriere

### Verein
Seine Profikarriere begann Haider 1974 als Stürmer bei Austria Salzburg. Dorthin hatte ihn Günter Praschak verpflichtet. In seiner Zeit in Salzburg absolvierte er 121 Spiele in der 1. Bundesliga und erzielte 33 Tore. Zur Saison 1978/1979 wechselte Haider zu VÖEST Linz. Dem Verein blieb er bis zu seinem Karriereende 1988 treu.

### Nationalmannschaft
Haider absolvierte 1976 ein Pflichtspiel für die Österreichische Fußballnationalmannschaft.

## Nach dem Fußball
Nach dem Fußball arbeitete Haider als Fliesenleger. Er spielt in seiner Freizeit gerne Tennis und konnte sich das Rauchen abgewöhnen.